# شیدان (تاجیکستان)
شهر شَیدان یا  اَشت در ولایت سغد در کشور تاجیکستان واقع شده‌است. جمعیت این شهر ۱۵٬۲۰۶ نفر است.